# Stazione di Calangianus
La stazione di Calangianus è una fermata ferroviaria situata nel comune di Calangianus lungo la ferrovia Sassari-Tempio-Palau, utilizzata esclusivamente per i servizi turistici legati al Trenino Verde.

## Storia

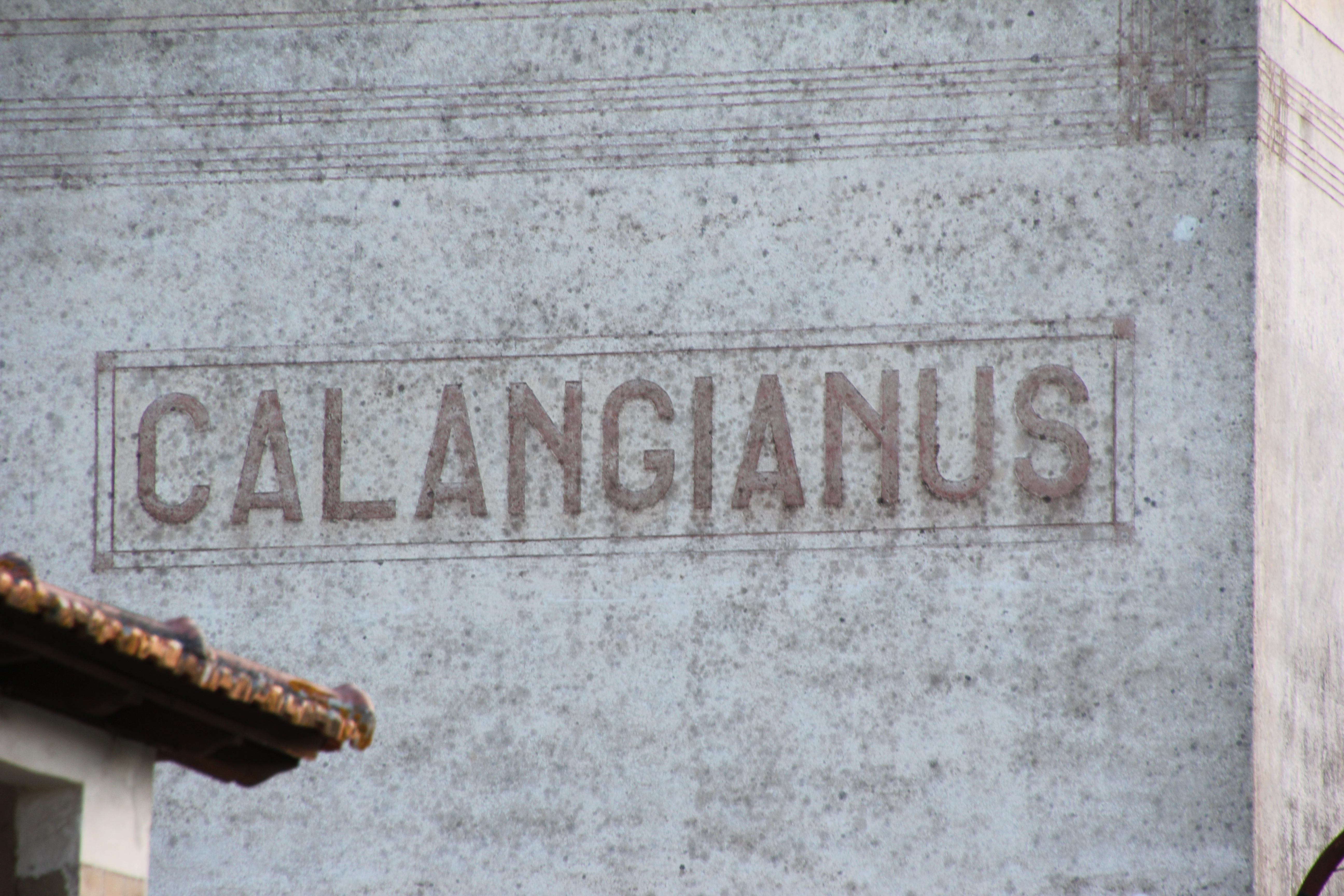
Dettaglio dell'iscrizione del nome dello scalo: la fermata fu il secondo impianto a portare il nome del centro gallurese

Già servito da una stazione ferroviaria posta lungo la ferrovia Monti-Tempio, l'abitato di Calangianus fu interessato ai lavori di realizzazione della linea ferroviaria tra Sassari e Palau dalla fine degli anni venti del Novecento, linea il cui tracciato si sarebbe sviluppato a nord del nucleo urbano del centro del Limbara. Le Ferrovie Settentrionali Sarde, titolari della concessione e dell'esercizio della nuova ferrovia, decisero quindi di realizzare un secondo impianto ferroviario a Calangianus, posto nella periferia nord dell'abitato.
L'inaugurazione della fermata di Calangianus delle FSS avvenne con l'attivazione del tronco Luras-Palau che completava l'intera linea per Sassari il 18 gennaio 1932. La titolarità dello scalo e della linea passò in seguito alle Strade Ferrate Sarde nel 1933, a cui subentrarono le Ferrovie della Sardegna nel 1989.
Rimasto l'unico impianto a servire l'abitato dopo la chiusura della Monti-Tempio nel 1958, lo scalo venne utilizzato regolarmente sino al 16 giugno 1997, data in cui il tronco tra Nulvi e Palau della linea, in cui è compresa anche la fermata di Calangianus, venne chiuso al traffico ordinario venendo destinato all'esclusivo impiego turistico. Dal 2010 la fermata è gestita dall'ARST.

## Strutture e impianti

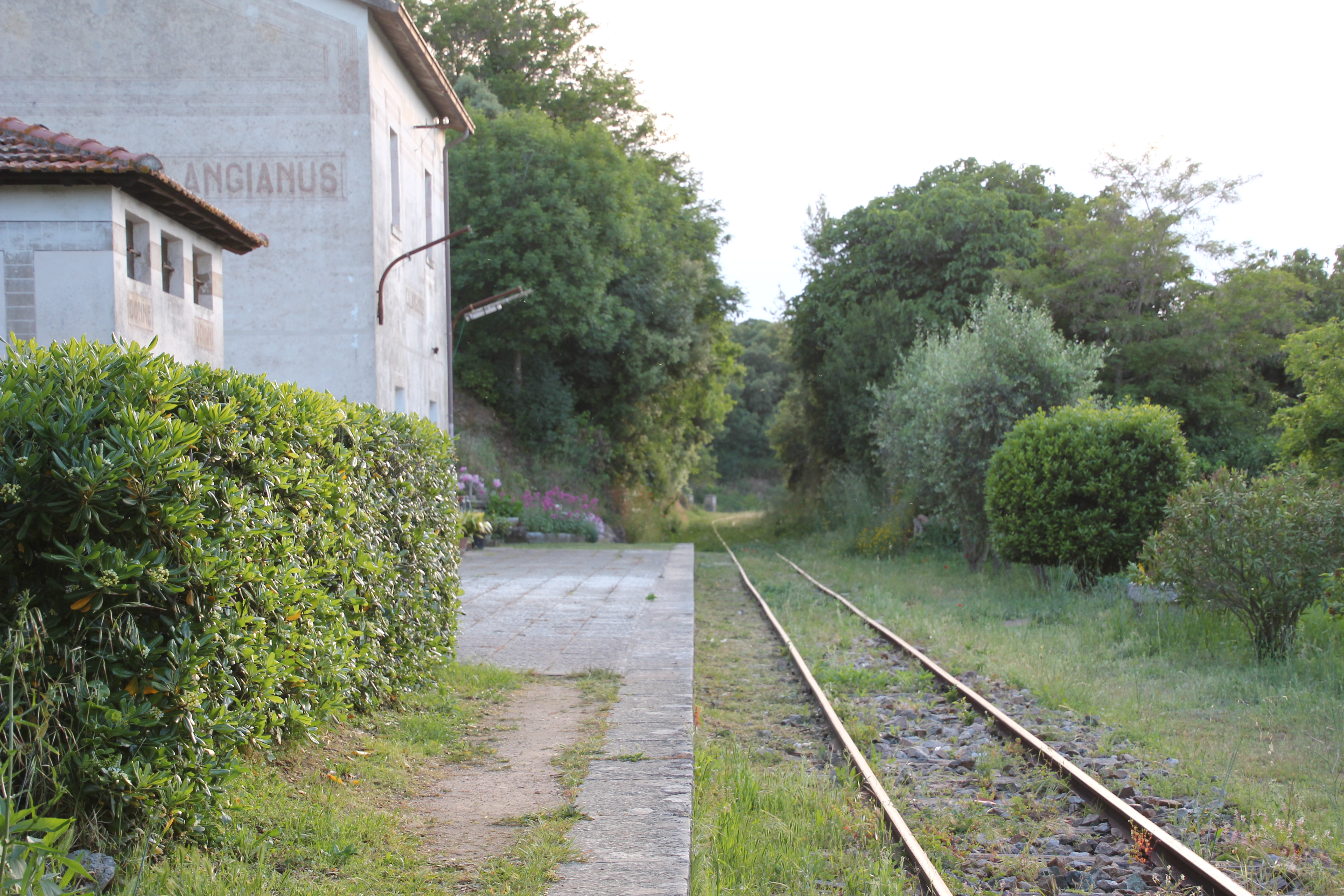
Vista del binario di corsa e della relativa banchina in direzione Sassari

La fermata si trova alla periferia nord di Calangianus in località Lu Fungoni, e dal punto di vista infrastrutturale è dotata di un singolo binario a scartamento da 950 mm, affiancato da una banchina per l'accesso ai treni.
L'impianto è impresenziato ed è dotato di un fabbricato viaggiatori a due piani avente pianta quadrata e tetto a falde, avente due aperture sul lato ferroviario e richiamante i motivi ad archi comuni a molti edifici della ferrovia. Ad est della costruzione trovano posto in un piccolo edificio le ritirate, tuttavia entrambi i fabbricati non sono normalmente aperti al pubblico.

## Movimento
Servito in passato dai treni per il servizio di trasporto pubblico delle varie concessionarie ferroviarie che hanno gestito la linea, l'impianto dal giugno 1997 è utilizzato esclusivamente per le relazioni turistiche del Trenino Verde, effettuate a partire dal 2010 a cura dell'ARST.

## Servizi

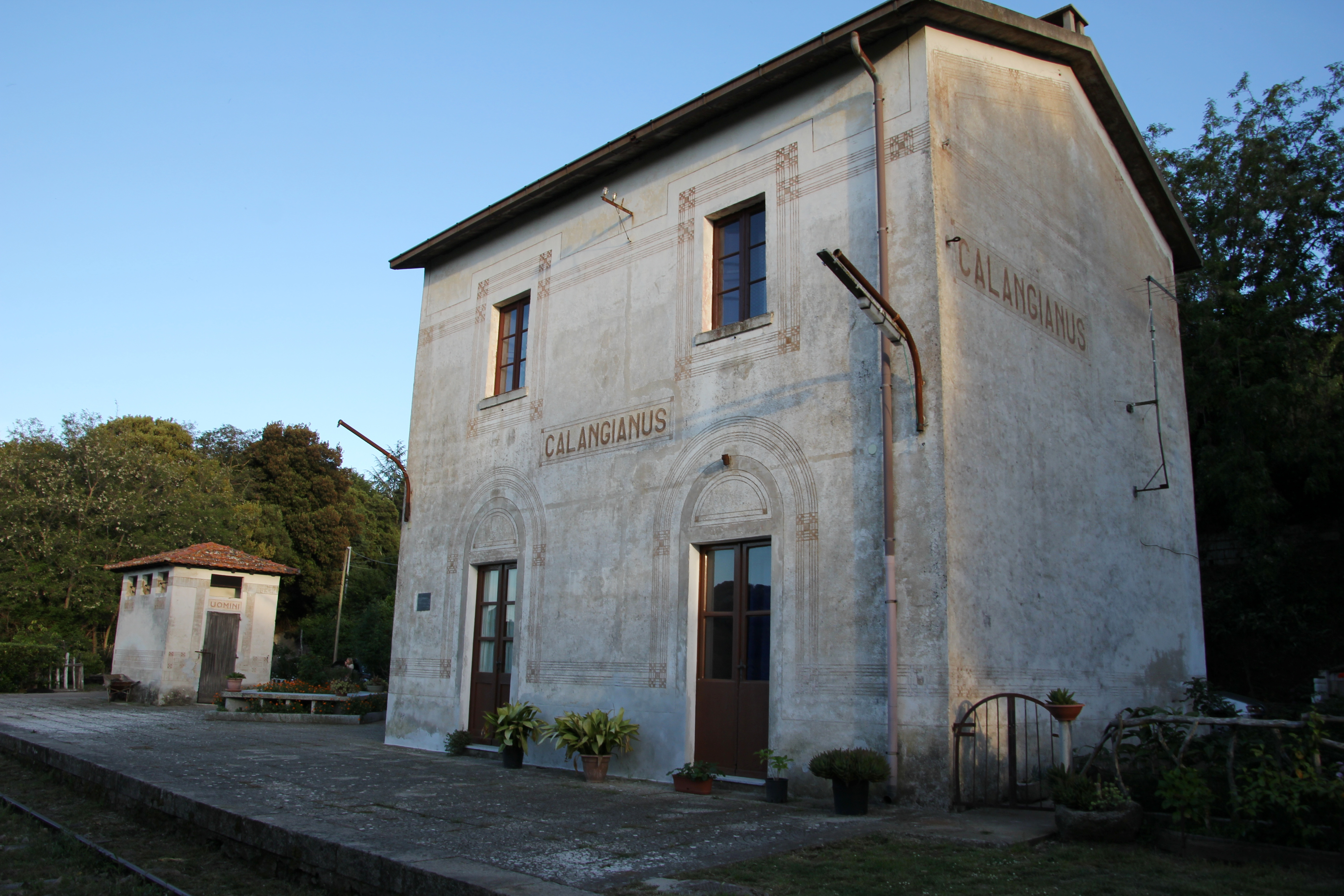
Il fabbricato viaggiatori e l'edificio delle ritirate

La stazione è dotata di servizi igienici, sebbene di norma non siano a disposizione dell'utenza.
- Servizi igienici